# D. E. Shaw & Co.

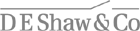
DE Shaw logo

'D. E. Shaw & Co., L.P.  'es una empresa multinacional de gestión de inversiones fundada en 1988 por David E. Shaw y con sede en Ciudad de Nueva York. La empresa es conocida por desarrollar modelos matemáticos complicados y programas informáticos sofisticados para explotar anomalías en el mercado. DE Shaw & Co. administra $ 50 mil millones en AUM, $ 30 mil millones de los cuales son inversiones alternativas y los $ 20 mil millones restantes inversiones orientadas a largo plazo (al 1 de septiembre de 2020). En 2018,   Institutional Investor  informó que, entre los fondos de cobertura, DE Shaw & Co. había entregado el quinto -los rendimientos más altos del mundo desde sus inicios.

## Historia

### 1988 - 1996 - Fundación y primeros años
La empresa fue fundada por David E. Shaw, un exmiembro de la facultad de Columbia University con un doctorado de Stanford. DE Shaw comenzó a invertir en junio de 1989, habiendo obtenido 28 millones de dólares en capital de Paloma Partners Management Co. y un par de inversores privados. La primera oficina de la empresa era pequeña y estaba ubicada sobre una librería cerca de la Universidad de Nueva York. En 1990, la empresa se había mudado a un loft en Park Avenue South y, al año siguiente, se trasladó nuevamente a Tower 45 en West 45th Street.
Desde el principio, la compañía ha protegido cuidadosamente sus algoritmos comerciales patentados. Muchos de sus primeros empleados eran científicos, matemáticos y programadores de computadoras. Con la convicción de que la contratación le daría a su empresa una ventaja competitiva, David E. Shaw cortejó a graduados de alto rendimiento de las universidades y facultades más importantes del país. El enfoque de la contratación se trasladó a los graduados de artes liberales en principios de 1992.
A mediados de los 90, la confidencialidad estaba arraigada en la cultura de la empresa.
David Shaw también ha puesto un gran énfasis en la gestión de riesgos y la preservación del capital. Se esperaba que los administradores de cartera realizaran análisis de riesgo. Con el tiempo, la empresa cobraría una comité ejecutivo y director de riesgos con el uso de análisis de escenarios y pruebas de estrés para analizar el riesgo tanto a nivel de estrategia como de cartera.
En 1994, el rendimiento neto de la empresa fue del 26 por ciento. Gestionó varios cientos de millones de dólares en "estrategias de mercado neutral, incluido el arbitraje estadístico, el arbitraje de garantías japonesas, el arbitraje de bonos convertibles y el comercio de renta fija. " Sus actividades no relacionadas con los fondos de cobertura a mediados de los 90 incluyeron la creación de una subsidiaria de corretaje, la fundación del proveedor de correo electrónico Juno Online Services, el lanzamiento de una banca y corretaje en línea firma y la apertura de una oficina en la India centrada en el desarrollo de software y sistemas para respaldar las operaciones comerciales y los negocios en línea de la empresa.

### 1997 - Colapso de una alianza estratégica con Bank of America
En 1997, la empresa devolvió capital a la mayoría de sus primeros inversores a favor de una línea de crédito estructurada de casi $ 2 mil millones de Bank of America, con términos que permitieron a DE Shaw & Co. mantener una fracción de ganancias mayor que Los inversores de fondos de cobertura normalmente permiten. De hecho, Bank of America proporcionó una inyección de 1.400 millones de dólares a DE Shaw, con la esperanza de beneficiarse de la experiencia en inversiones de este último.Un año después,  Rusia incumplió su deuda , lo que resultó en grandes pérdidas para la cartera de operaciones de renta fija de DE Shaw. Como resultado, Bank of America perdió $ 570 millones debido a su inversión en D. E. Shaw y pagó $ 490 millones adicionales para resolver demandas de accionistas asociados.
Tras el colapso de esta alianza, DE Shaw vendió negocios y despidió empleados, reduciendo su fuerza laboral principal de 540 empleados en 1999 a 180. El capital de la compañía se redujo de $ 1.7 mil millones a $ 460 millones. 

### 2002 - Transferencia de gestión
David E. Shaw dirigió la empresa de 1988 a 2001. En 2002, se retiró de la participación diaria en la empresa y pasó a formar parte del liderazgo de un equipo de seis directores generales: Anne Dinning, Julius Gaudio, Louis Salkind, Stuart Steckler , Max Stone y Eric Wepsic. La estructura de gestión de la empresa del mismo comité ejecutivo de seis miembros permaneció intacta hasta 2010. En 2010, la empresa tenía más de 1300 empleados.

### 2007 - Crisis financiera

#### Fondo multiestrategia
Al comienzo de la crisis financiera en agosto de 2007, el fondo multiestrategia de DE Shaw tenía activos por 20.000 millones de dólares. Un tercio de la exposición del fondo era a los mercados de renta variable y estrategias cuantitativas vinculadas a la renta variable. Como resultado, el fondo perdió el cinco por ciento de sus activos y tuvo su mes de peor desempeño hasta ese momento. Para septiembre de 2008, el capital de la compañía estaba apalancado en 4x. En los últimos meses de 2008, las ganancias posteriores en su fondo multiestrategia de entonces $ 15 mil millones habían desaparecido.

#### Estrategias de crédito
El veinte por ciento de los activos de la empresa bajo gestión en sus estrategias crediticias y fueron los más afectados durante la crisis financiera.

#### Canjes
Para evitar la pérdida del valor de la cartera y las ventas de activos, DE Shaw disgustó a algunos clientes al evitar el retiro de fondos durante la crisis financiera. Esas puertas crearon demoras cuando los clientes solicitaban que se les devolviera los fondos. Para 2009, DE Shaw había devuelto alrededor de $ 2 mil millones a solicitud de los clientes. Un año después, el  Financial Times  informó que los inversores estimaron que el la compañía había pagado $ 7 mil millones adicionales en solicitudes de canje de clientes.

#### Impacto general
Los activos totales bajo administración de DE Shaw cayeron de un máximo de $ 34 mil millones en 2007 a $ 21 mil millones en 2010. La compañía había despedido al 10% de su fuerza laboral en ese momento.

### 2019 - Acuerdos de no competencia
En septiembre de 2019, DE Shaw requirió que todos sus empleados firmaran acuerdos de no competencia, que era tradicional para la industria financiera pero que no se requería previamente en la firma, y recibió algunas reacciones negativas.

## Estrategia de inversión
La compañía administra una variedad de fondos de inversión que hacen un uso extensivo de métodos cuantitativos y tecnología computacional patentada para respaldar la investigación fundamental en la administración de sus inversiones. La empresa también utiliza análisis cualitativo para hacer privados inversiones de capital en tecnología, energía eólica, bienes raíces, empresas de servicios financieros y financiamiento de empresas en dificultades. Además de sus negocios financieros, DE Shaw & Co. ha proporcionado capital de capital privado a empresas relacionadas con la tecnología. empresas de negocios. Los ejemplos incluyen Juno Online Services, un proveedor de acceso a Internet, y Farsight, una plataforma de servicios financieros en línea que fue adquirida por Merrill Lynch.

### Activos bajo gestión
'Tamaño de los activos'  La compañía tenía $ 40 mil millones en capital agregado y $ 15.6 mil millones en fondos de cobertura activos bajo administración a partir de 2011. Fue clasificado como el 21 ° fondo de cobertura más grande por  Inversor institucional .

### Capital privado

#### EE. UU. basado
En 2004, una subsidiaria de uno de los fondos de la compañía adquirió la juguetería FAO Schwarz de la quiebra. FAO Schwarz reabierto al público en Nueva York y  Las Vegas en el otoño de 2004. En el mismo año, Laminar Portfolios, afiliada de DE Shaw, adquirió los activos en línea de KB Toys, que continuó operando como eToys.com. En agosto de 2004, DE Shaw & Co., junto con MIC Capital, propuso inyectar 50 millones de dólares a WCI Steel en quiebra. En diciembre de 2004, DE Shaw & Co. compró el 6,6 por ciento de USG Corporation, un fabricante de tableros para paredes que busca protección por quiebra como resultado del aumento de las responsabilidades por asbesto.
En 2006, el  Financial Times  informó la participación de la empresa como posibles socios financieros y de inversión para Penn National Gaming (la empresa de casinos y pistas de carreras) como un ejemplo de la amplitud de las empresas de Wall Street participación en el "boom del capital privado", describiendo a DE Shaw como "un grupo de fondos de cobertura". La financiación era necesaria ya que Penn National Gaming tenía un valor de mercado de 3.300 millones de dólares (2006) y $ 1.4 mil millones en ingresos anuales y quería adquirir  Harrah's Entertainment, una empresa con un valor de mercado de $ 14.7 mil millones (2006) y en ese momento Soy el operador de casinos más grande de EE. UU.
A finales de 2009, el  Financial Times  informó que DE Shaw & Co. había creado una unidad de adquisiciones de carteras, cuyo objetivo era adquirir activos ilíquidos de fondos de cobertura rivales, durante la crisis financiera.

#### Basado en India
DE Shaw ingresó al mercado indio en 2006, con Anil Chawla, entonces director ejecutivo de GE-Commercial finance, India & South East Asia, como Country Manager. Las operaciones de la India tenían inicialmente su sede en Hyderabad, Telangana. D. E. Shaw celebró varios acuerdos importantes de capital privado en el país. Esto incluyó una empresa conjunta con la empresa del sector privado más grande de la India, Reliance Industries, para brindar servicios financieros. Otras inversiones incluyeron la empresa de bienes raíces DLF Assets Limited y el grupo editorial Amar Ujala Publications, que fueron objeto del escrutinio regulatorio de la India y disputas legales. Chawla dejó su puesto en DE Shaw en 2012. DE Shaw redujo sus actividades de capital privado en India después de 2013.

## Estructura corporativa

### Propiedad

#### Lehman Brothers
En 2007, David E. Shaw vendió una participación del 20 por ciento a Lehman Brothers como parte de una estrategia más amplia para diversificar sus participaciones personales. DE Shaw tenía $ 30 mil millones en activos bajo administración en 2007. En el momento de su quiebra en septiembre de 2008, las participaciones de Lehman Brothers en DE Shaw & Co. permanecían intactas.
En 2015, Hillspire, la family office del presidente de Google Eric Schmidt, adquirió la participación pasiva del 20% en DESCO de manos de Lehman Brothers Holdings Inc.

#### Candidato a flotación
En 2007, el  Financial Times  informó que DE Shaw era comúnmente mencionado como candidato a flotación entre los fondos de cobertura.

## Asuntos corporativos

### Responsabilidad corporativa
DE Shaw apoya programas educativos como la Liga de Matemáticas de las Regiones Americanas, Entrenamiento de Olimpiada Mundial en Línea (WOOT), Olimpiada de Matemáticas de los Estados Unidos de América y Olimpiada Internacional de Matemáticas, Programa de Olimpiada de Matemáticas el concurso MIT 6.370 Battlecode, y el Center for Excellence in Educación.

### Ex empleados destacados
- Jeff Bezos, empresario estadounidense y fundador de Amazon
- MacKenzie Bezos, novelista y filántropo estadounidense.[35]
- Cathy O'Neil, matemática
- David Siegel, informático y cofundador de Two Sigma[36]
- John Overdeck, estadístico y cofundador de Two Sigma[36]
- Lawrence Summers fue contratado en octubre de 2006 como director general de DE Shaw & Co.[37] Se fue en 2008 y recibió $ 5.2 millones en compensación por un año de trabajo.[38]

### Ubicaciones de oficinas
La firma tiene oficinas en Nueva York, Boston, Hong Kong, Hyderabad, Shanghái, Londres, Luxemburgo y Bermudas.
- Hong Kong: inaugurado en 2007 para centrarse en el capital privado chino
- EE. UU. - Nueva York - Sede
  - Silicon Valley - Menlo Park
  - Boston - Wellesley
  - Kansas City - Overland Park
  - Princeton
- Reino Unido - Baker Street,[39] Londres
- China - Shanghái - 2010[40]
- Islas Bermudas
- Luxemburgo

### Clasificaciones
Si bien no se clasificó en 2015; en 2016, el fondo de estrategia vinculado a la renta variable de DE Shaw Group, DE Shaw Valence, ocupó el puesto 18 entre los 100 mejores fondos de cobertura de Penta. En el mismo ranking, un fondo multiestrategia gestionado por la empresa llamado DE Shaw Composite ocupó el puesto 32 en 2016 y el 66 en 2015.